# Amphecostephanus rex
Amphecostephanus rex es una especie de mantis de la familia Hymenopodidae.

## Distribución geográfica
Se encuentra en Angola y Malaui.